# تعاملات عیسی با زنان
تعامل عیسی با زنان عنصر مهمی در بحث الاهیات در مورد مسیحیت و زنان است. زنان در داستان عیسی مسیح برجسته هستند. او از یک زن باکره زاده شد، تعاملات متعددی با زنان داشت، و پس از رستاخیز مسیح اولین بار توسط زنان دیده شد. او به زنان دستور داد که بروند و به شاگردانش بگویند که از جا برخاسته است، که پیام اصلی مسیحیت است.

## تعداد بالا از ارجاعات به زنان
طبق گفته دانشمند عهد جدید، فرانک استگ و مطالعات کلاسیک اِوِلین استگ، انجیل‌های چهارگانه عهد جدید حاوی تعداد نسبتاً بالایی از منابع به زنان هستند. گیلبرت بیلزکیان، محقق انجیلی مسیحیت انجیلی، با مقایسه با آثار ادبی عصر یک‌سان موافق است. این نویسندگان ادعا می‌کنند که مثال‌هایی از شیوه عیسی برای استنباط نگرش‌های او نسبت به زنان و نشان دادن این که چگونه او آزاد شده و بر زنان تأکید دارد، آموزنده است. استار می‌نویسد که از تمام بنیان‌گذاران ادیان و فرقه‌های مذهبی، عیسی به تنهایی به عنوان کسی ایستاده‌است که به طریقی علیه زنان تبعیض قائل نمی‌شود. با کلام یا عمل هرگز گوشه‌گیری زن را تشویق نمی‌کرد.